# ناحیه شاسل، میشیگان
ناحیه شاسل (به انگلیسی: Chassell Township) یک منطقهٔ مسکونی در ایالات متحده آمریکا است که در شهرستان هوگتون واقع شده‌است.
 ناحیه شاسل ۱۳۴٫۵ کیلومتر مربع مساحت و ۱٬۸۲۲ نفر جمعیت دارد و ۲۰۰ متر بالاتر از سطح دریا واقع شده‌است.